# Семикобыла, Георгий Сергеевич
Семикобыла Георгий Сергеевич (1910—1997) — горный инженер, управляющий трестом «Хакасуголь» (1951—1970), директор комбината «Красноярскуголь», Герой Социалистического Труда (1948).

## Биография
Родился в 1910 году в Ростове-на-Дону в семье слесаря-железнодорожника. Рано лишился родителей, воспитывался в детском доме. В 16 лет — квалифицированный слесарь, мастер механического цеха. В 1930 году вступил в ВКП(б), в 1934 году без отрыва от производства окончил Днепропетровский институт.
В 1936—1939 годах работает парторгом, а затем начальником шахты «Кочегарка» в Донбассе.
В конце 1930-х годов был в заключении как саботажник и вредитель, но вскоре освобождён — комиссия под председательством Н. С. Хрущёва доказательств вины в деле не нашла.
В 1939 году без отрыва от производства окончил факультет эксплуатации угольных месторождений Донецкого индустриального института. С первых дней Великой Отечественной войны на фронте. Был командиром роты разведки, комиссаром батальона, а потом полка. В 1942 году, после контузии, его вновь направляют на работу в шахты Забайкалья.
За годы войны при активном участии Георгия Сергеевича проводилась работа по усовершенствованию добычного процесса, введению цикличного метода работы в лавах. Под его руководством шахтёры добились почти трёхкратного увеличения объёмов производства, Георгий Сергеевич стал управляющим трестом «Забайкалуголь», был отмечен рядом государственных наград, в том числе званием Героя Социалистического Труда.
После успешной работы в Забайкалье Г. С. Семикобыла был назначен управляющим трестом «Хакасуголь» и занимал эту должность с 1951 по 1970 год. Жил в Черногорске. При его участии начали работать девять из 17 шахт города, пожарное депо, детские сады, котельные, школы, стадион «Шахтёр», профилакторий угольщиков «Чайка», временные очистные сооружения, стоянка энергопоезда, база МТС, асфальтировались дороги и многое другое. В 1956 году начал строиться первый разрез Хакасии — «Черногорский», который и по сей день является самым мощным угольным предприятием региона, в 1960-е годы — разрез «Изыхский».
С 1970 года работал в системе треста «Красноярскуголь».
Скончался в 1997 году. Похоронен в Красноярске на Аллее Героев.

## Награды
Плодотворная работа Г. С. Семикобылы была отмечена правительственными наградами — орденом «Знак почета», медалями «За победу над Германией в Великой Отечественной войне 1941—1945 гг.» и «За доблестный труд в годы Великой Отечественной войны 1941—1945 гг.». В 1948 году Указом Президиума Верховного Совета СССР ему присвоено звание Героя Социалистического Труда.
Почётный гражданин города Черногорска.

## Память
24 декабря 2010 года, в Черногорске (Хакасия) к 100-летию со дня рождения Г. С. Семикобылы на здании Черногорского филиала СУЭК открыта мемориальная доска.